# Директорат судебного надзора (Аргентина)
Директорат судебного надзора (исп. Dirección de Observaciones Judiciales, DOJ) — подразделение аргентинской спецслужбы СИДЕ, которое отвечает за перехват сообщений в соответствии с требованиями судебных органов. Известно также под названием «Подразделение 84» или «O-jota» (от испанской аббревиатуры OJ — Observaciones Judiciales).
Штаб-квартира директората расположена в Буэнос-Айресе на авеню де Лос Инкас, 3834. Здание имеет внутреннюю площадь в 27 000 квадратных футов (2500 м²), стоимость его оценивается в 1,5 миллиона долларов.
До переезда в собственное здание директорат располагался в офисе телефонной компании Telecom Argentina в пригороде Буэнос-Айреса Бельграно.
В течение последних нескольких лет в адрес директората неоднократно высказывались обвинения в несанкционированном перехвате телефонных переговоров.